# Vlag van Margibi

Vlag van Margibi

De vlag van Margibi, een county van Liberia, bestaat net als alle veertien andere Liberiaanse vlaggen met de nationale vlag van Liberia in het kanton. De vlag is, net als alle andere vlaggen, verleend door toenmalig president William Tubman, bij gelegenheid van zijn 70e verjaardag, op 29 november 1965.
Twee horizontale banen van groen-rood, op de rechterzijde is een cirkel horizontaal blauw-wit, met een groene streep eroverheen. Bovenop de groene streep staat een bruine bijenkorf, met aan de voorkant een witte bloem met gele meeldraad en groene stengel; in het kanton staat de Liberiaanse vlag.